# Миррлис, Джеймс
Сэр Джеймс Александр Ми́ррлис (Мирлис) (англ. Sir James Alexander Mirrlees; 5 июля 1936, Миннигафф, Шотландия — 29 августа 2018, Кембридж, Англия) — британский экономист, представитель неокейнсианства. Лауреат Нобелевской премии 1996 года «за исследования в области информационной асимметрии».

## Биография
В 1957 году окончил Эдинбургский университет со степенью магистра математики. В 1963 году получил докторскую степень в Кембридже. Преподавал в Кембриджском и Оксфордском университетах.
Президент Эконометрического общества (1982). Президент Международного атлантического экономического общества (1988—1989).
В 1971 году месте с П. Даймондом сформулировал «теорему эффективности» Даймонда — Мирлиса, согласно которой максимум налоговых поступлений без ущерба для эффективности производства достигается при отсутствии косвенных налогов на промежуточные товары и импорт.
В 2016 году подписал письмо с призывом к Greenpeace, Организации Объединенных Наций и правительствам всего мира прекратить борьбу с генетически модифицированными организмами (ГМО).

## Сочинения
- «Теория морального риска и ненаблюдаемое поведение» (The Theory of Moral Hazard and Unobservable Behavior, 1975).
- Информация и стимулы: экономика кнута и пряника. // Мировая экономическая мысль. Сквозь призму веков. В 5 т./ Т. 5. В 2 кн. Кн. 2 — М.: Мысль, 2005. — С. 142—167.